# Neoischnolea papuana
Neoischnolea papuana är en skalbaggsart som beskrevs av Stefan von Breuning 1961. Neoischnolea papuana ingår i släktet Neoischnolea och familjen långhorningar. Inga underarter finns listade i Catalogue of Life.